# Kostel Povýšení svatého Kříže (Valeč)
Kostel Povýšení svatého Kříže je farní kostel římskokatolické farnosti Valeč u Hrotovic. Kostel se nachází ve Valči na vyvýšeném místě na křižovatce cest. Kostel je jednolodní původně raně gotickou stavbou s přilehlým karnerem, postupně byla stavba renesančně a barokně upravena. Kostel má pětiboký presbytář a hranolovou věž s osmibokou hlavicí věže. V patře nad sakristií je oratoř a vstup do sakristie je ze severní straně presbytáře, pod presbytářem je krypta. Kostel má hlavní oltář z roku 1913, v tu dobu byl vyměněn namísto původního. Kostel je chráněn jako kulturní památka České republiky.

## Historie
Farnost ve Valči existovala pravděpodobně již v roce 1294 (v tu dobu měla stát zřejmě kostelní loď), kostel je v letech 1382 a 1395 uváděn jako farní, v roce 1396 připadl kostel do majetků benediktinského kláštera ve Vilémově. Kostel získal v 15. století věž. Farnost od roku 1531, kdy připadla spolu s obcí a tvrzí Osovským z Doubravice, byla vedena jako evangelická a během třicetileté války zanikla a obnovena pak byla až v roce 1657. V roce 1593 je kostel uváděn jako opuštěný. Kostel i s věží vyhořel v letech 1678 a 1690. V roce 1729 pak byl kostel rekonstruován, stejně tak byl rekonstruován v roce 1784, kdy byl vydlážděn bílým kamenem a o rok později byl v kostele umístěn obraz umírajícího Krista. Posléze byla v letech 1868 a 1904 rekonstruována věž kostela.
Na kostelní věži jsou tři zvony, největší z roku 1743, další z roku 1717 a z roku 1724.